# Porcellio canariensis
Porcellio canariensis är en kräftdjursart som beskrevs av Dollfus1893. Porcellio canariensis ingår i släktet Porcellio och familjen Porcellionidae. Inga underarter finns listade i Catalogue of Life.